# Sebastián Driussi
Sebastián Driussi, född 9 februari 1996 i San Justo, är en argentinsk fotbollsspelare som spelar som anfallare för Austin FC i MLS.

## Karriär
Den 2 december 2013 gjorde Driussi sin debut för River Plate när han som 17-åring tog plats i startelvan i en ligamatch mot  Argentinos Juniors, en match River Plate vann med 1-0 och Driussi spelade 73 minuter. Hans första ligamål för klubben kom över ett år senare i en 2-2-match mot Unión de Santa Fe den 8 mars 2015.
Den 8 juli 2017 värvades Driussi av ryska Zenit Sankt Petersburg, där han skrev på ett fyraårskontrakt.
Sommaren 2021 värvades Driussi till den amerikanska klubben Austin FC.

## Meriter
River Plate
- Copa Sudamericana: 2014
- Copa Libertadores: 2015
- Suruga Bank Cup: 2015
- Recopa Sudamericana: 2016
- Copa Argentina: 2016

Argentina U20
- Sydamerikanska U20-mästerskapet: 2015